# مارسيل بارينغتون
مارسيل بارينغتون (بالإنجليزية: Marcel Barrington)‏ هو لاعب كرة قدم بريطاني وغياني، ولد في 28 أغسطس 1995 في لندن في المملكة المتحدة. شارك مع منتخب غيانا لكرة القدم. أما مع النوادي، فقد لعب مع نونيتون بورو ‏.

## وصلات خارجية
- مارسيل بارينغتون على موقع قاعدة بيانات كرة القدم.إي يو (الإنجليزية)
- مارسيل بارينغتون على موقع ناشيونال فوتبول تيمز (الإنجليزية)
- مارسيل بارينغتون على موقع Soccerway.com (الإنجليزية)